# Budimski pašaluk
Budimski pašaluk (beglerbegluk, ajalet), naziv za administrativno-teritorijalnu (vojno-upravnu) jedinicu u europskom dijelu Osmanskog Carstva, u srednjem Podunavlju, sa središtem u Budimu nakon njegovog zauzeća 1541. godine. Postojao je od 1541. do 1686. godine. Tom pašaluku pripadala je i Baranja.  
Prvim budimskim beglerbegom imenovan je vezir Sulejman-paša, podrijetlom Mađar. U toku daljih osvajanja u Mađarskoj Turci su u važnije zauzete gradove smještali sjedišta sandžaka, pripajajući ih Budimskom pašaluku. 
Dželal-zabe Mustafa Čelebi (umro 1567.) u svojim povijesnim spisima kaže da Budimski ejalet ima 18 sandžaka, među kojima su: 
- Vučitrnski sandžak
- Kruševački sandžak
- Smederevski sandžak
- Zvornički sandžak
- Srijemski sandžak
- Mohački sandžak (Mohač u Mađarskoj)
- Požeški sandžak
- Segedinski sandžak (Segedin u Mađarskoj) i
- Bečkerečki sandžak (Bečkerek je danas Zrenjanin).

Godine 1573. Budimski pašaluk se sastojao od 21 sandžaka, a među njima su bili sandžaci: Smederevo, Zvornik, Srijem (središte u Srijemskoj Mitrovici), Segedin, Požega i Mohač. 
Godine 1580, kada je osnovan Bosanski pašaluk, izdvojeni su iz Budimskog ejaleta sandžaci Zvornik i Požega te pripojeni novoosnovanom Bosanskom pašaluku. 
Nakon osvojenja Egera (Jegar, 1596.) i Kaniže (Nagykanizsa, 1600.), ti su gradovi u početku 17. stoljeća pretvoreni u središta novih pašaluka, pa su tada sandžaci Budimskog ejaleta u porječju Tise pripojeni Jegarskom, a sandžaci Budimskog pašaluka u Podravini Kaniškom pašaluku. Segedinski sandžak pripojen je Jegarskom pašaluku, a Požega i, navodno, Valpovo Kaniškom pašaluku. 
Na drugoj su strani neki sandžaci Budimskog pašaluka potkraj 16. stoljeća izgubljeni, pa je tako ovaj bio sveden samo na Podunavlje, od Smedereva do Ostrogona (Esztergom). 
Godine 1610. Budimski pašaluk obuhvaćao je sandžake: 
- Budimski
- Srijemski
- Kovinski
- Kopanjski
- Stolnobiogradski i
- Mohački.

U posljednje vrijeme svoga postojanja Budimski pašaluk je bio sastavljen od ovih sedam sandžaka: 
- Budimski
- Srijemski
- Smederevski
- Seksarski sandžak
- Šimontornjski sandžak (Šimontornja/Simontornya u Mađarskoj)
- Stolnobiogradski (Székesfehérvár u Mađarskoj) i
- Ostrogonski sandžak.

Karlovačkim mirom 1699. od Budimskog pašaluka ostao je u turskoj vlasti samo Smederevski sandžak i turski dio Srijema, pa su oni priključeni Rumelijskom pašaluku, čime je Budimski pašaluk i formalno prestao postojati.